# Holnapután (film)
A Holnapután (angolul The Day After Tomorrow) egy 2004-ben forgalmazásba került, színes, amerikai katasztrófafilm, mely a globális felmelegedés hatására bekövetkező új eljegesedésről szól. Több mint 544 millió dolláros bevételével a globális felmelegedéssel foglalkozó filmek listáján az első helyre került. A nyitó héten második helyezést ért el a nézők számát tekintve az Egyesült Államokban.
A DVD-eladásokból a film újabb 110 millió dollárt profitált.

## Történet
Jack Hall klimatológus (Quaid) kutatásai alapján felismeri, hogy a globális felmelegedés következtében katasztrófák közelednek. Hiába tájékoztatja az illetékeseket, a katasztrófák már elkerülhetetlenek: a Déli-sarkról sziget nagyságú jégtábla válik le és ez megváltoztatja az időjárást a Föld számos pontján. Földrengések, szökőár, tornádó fenyegeti a világot, majd beköszönt egy eljegesedési periódus.

## Szereplők
| Szereplő       | Színész             | Magyar hang         |
| -------------- | ------------------- | ------------------- |
| Jack Hall      | Dennis Quaid        | Kőszegi Ákos        |
| Sam Hall       | Jake Gyllenhaal     | Dévai Balázs        |
| Laura Chapman  | Emmy Rossum         | Huszárik Kata       |
| Brian Parks    | Arjay Smith         | Boros Zoltán        |
| Jason Evans    | Dash Mihok          | Széles Tamás        |
| Frank Harris   | Jay O. Sanders      | Papp János          |
| Dr. Lucy Hall  | Sela Ward           | Fehér Anna          |
| Gomez          | Nestor Serrano      | Barbinek Péter      |
| J.D.           | Austin Nichols      | Seder Gábor         |
| Terry Rapson   | Ian Holm            | Végvári Tamás       |
| Janet Tokada   | Tamlyn Tomita       | Majsai-Nyilas Tünde |
| Raymond Becker | Kenneth Welsh       | Szokolay Ottó       |
| Blake elnök    | Perry King          | Rosta Sándor        |
| Vorsteen       | Christopher Britton | -                   |

## Fogadtatás
A film vegyes kritikákat kapott, a Rotten Tomatoes összességében 45%-osra ítélte a filmet, a The Guardian kritikusa szerint a Holnapután „remek film, pocsék tudományos háttérrel”. Patrick J. Michaels, a Virginiai Egyetem környezetvédelmi tanulmányokkal foglalkozó kutatója a filmet „propagandának” nevezte, és úgy vélte, hogy a filmben leírt jelenségek nagy része a fizikai lehetetlenség határát súrolja. A Yahoo! Movies a 10 tudományosan legpontatlanabb film listájába sorolta a Holnaputánt, egy idézettel William Hyde klimatológustól, miszerint a filmnek tudományosan annyi köze van a klimatológiához, mint a Frankensteinnek a szívtranszplantációhoz.